# Il genio della rapina
Il genio della rapina ($) è un film del 1971 scritto e diretto da Richard Brooks.

## Trama
Uno specialista in antifurti installa uno speciale sistema elettronico in una banca di Amburgo, che poi sfrutta per rubare una grossa cifra in denaro depositata da dei trafficanti che non possono denunciare alla polizia, ma che vogliono comunque dare una lezione a lui.